# Comuna Novopokrivka, Krasnohvardiiske
Novopokrivka (în ucraineană Новопокрівка) este o comună în raionul Krasnohvardiiske, Republica Autonomă Crimeea, Ucraina, formată din satele Krasna Dolîna, Mîronivka, Muskatne, Nevske, Novodolînka, Novopokrivka (reședința) și Protocine.

## Demografie
Componența lingvistică a comunei Novopokrivka
     Rusă (57,99%)
     Tătară crimeeană (24,61%)
     Ucraineană (12,57%)
     Alte limbi (1,55%)
Conform recensământului din 2001, majoritatea populației comunei Novopokrivka era vorbitoare de rusă (57,99%), existând în minoritate și vorbitori de tătară crimeeană (24,61%) și ucraineană (12,57%).